# Израильский рейд на аэропорт Бейрута (1968)

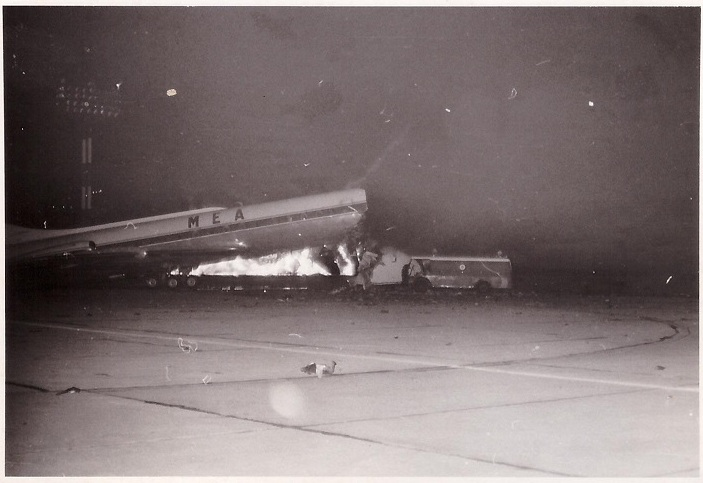
Sud Aviation Caravelle Middle East Airlines

Израильский рейд на аэропорт Бейрута (Операция «Дар», Тшура; ивр. מבצע תשורה‎, араб. الغارة الإسرائيلية على لبنان 1968‎) — рейд, проведенный вечером 28 декабря 1968 года в ответ на террористические акты палестинцев против израильских самолётов.

## Предпосылки
22 июля 1968 года палестинские боевики из «Народного фронта освобождения Палестины» (НФОП) захватили самолёт авиакомпании «Эль-Аль», выполнявший рейс по маршруту Рим—Тель-Авив, и вынудили пилотов совершить посадку в городе Алжир. После приземления все пассажиры, кроме 35 израильтян, были освобождены. В дальнейшем, правительство Израиля было вынуждено выполнить требования террористов и выпустить из тюрем их соратников в обмен на жизнь 35 пассажиров и членов экипажа. На следующий день были отпущены израильские женщины и дети, однако оставшиеся 12 пассажиров-мужчин и члены экипажа вышли на свободу только через месяц. Происшествие вызвало беспокойство у высшего военного и политического руководства Израиля. По поручению правительства офицерами главного штаба ЦАХАЛ началась разработка ответной операции.
26 декабря 1968 года боевики НФОП обстреляли израильский самолёт в аэропорту Афин, при этом погиб один гражданин Израиля.
После обстрела самолёта в Афинах план «операции возмездия» был скорректирован. Предполагалось уничтожить самолёты арабских авиакомпаний в международном аэропорту Бейрута, чтобы заставить правительство Ливана отказаться от сотрудничества с НФОП (которая располагалась на ливанской территории).
К участию в операции были привлечены подразделения специального назначения «Сайерет Цанханим» и «Сайерет Маткаль». Отряд базировался на авиабазе Рамат-Давид, его командиром был назначен бригадный генерал Рафаэль Эйтан.
Согласно плану, территория бейрутского аэропорта была разделена на три сектора, в каждой из которых должен был действовать отряд численностью 20—22 человека. Перед спецназом стояла задача нанести максимальный ущерб арабским авиакомпаниям, при этом не допустив повреждения самолётов других авиакомпаний.
Всего в операции было задействовано:
- 15 вертолётов (один «SA 341 Gazelle», шесть транспортных SA 321 «Super Frelon» и восемь «Bell»);
- шесть боевых (2 штурмовика A-4 «Скайхок» и 4 истребителя «Вотур») и шесть вспомогательных самолётов (4 «Nord» и 2 «Boeing»);
- 4 ракетных катера класса «Saar», 2 торпедных катера и несколько моторных десантных лодок (на случай, если возникнет необходимость эвакуировать десантников с побережья или спасать экипаж и пассажиров вертолёта из воды).

## Рейд
Вертолёты «Супер Фрелон» с ударной группой поднялись в воздух в 20 часов 37 минут 28 декабря. Примерно через 40 минут они достигли цели и начали высаживать десант. С других вертолётов была установлена дымовая завеса и сброшены гвозди на ведущую к аэропорту дорогу, чтобы остановить движение. Кроме того, с вертолётов несколько раз открывался предупредительный огонь по машинам, пытавшимся въехать на территорию аэропорта.
На земле десант не встретил никакого противодействия и взорвал самолёты, идентифицированные как арабские. В 21 час 47 минут началась эвакуация, занявшая примерно 15 минут. Операция завершилась без единой жертвы как с израильской, так и с ливанской стороны.

## Итоги
В результате рейда было уничтожено более половины ливанского гражданского воздушного флота — 13 пассажирских самолётов, принадлежавших ливанской авиакомпании «Middle East Airlines» и ливийской «Айр-Ливия» (и ещё один заминированный самолёт не взорвался).
Кроме того, десантниками были выведены из строя находившиеся в аэропорту пожарные машины, огнём с борта вертолёта был поврежден армейский грузовик ливанской армии.
По израильской оценке, общий ущерб составил 42—44 млн долларов. По оценке ливанских авиакомпаний, общий ущерб рейда составил 50 млн долларов (часть суммы возместили выплаты от страховых компаний), кроме того, Иордания, Кувейт и Марокко бесплатно передали ливанским авиакомпаниям несколько гражданских авиалайнеров на условиях аренды.
Непосредственно после окончания рейда 15-тысячная ливанская армия была приведена в полную боевую готовность, в центре Бейрута (у здания правительства, почты, радиостанции) и в других ключевых местах столицы заняли позиции бронемашины, было начато оборудование бомбоубежищ. В дальнейшем, в январе 1969 года израильский рейд вызвал правительственный кризис и стал причиной перестановок в военном руководстве ливанской армии.

## Международная реакция
Действия Израиля вызвали осуждение со стороны ряда международных организаций и многих стран мира. Некоторые страны ввели санкции в отношении Израиля (так, Франция заявила о сокращении военно-технического сотрудничества с Израилем).
Совет Безопасности ООН осудил действия Израиля в резолюции № 262, принятой 31 декабря 1968 года как противоречащие международному законодательству, предупредил о возможности принятия санкций в отношении Израиля (в случае, если подобные акции повторятся), а также признал право Ливана на репарации со стороны Израиля.

## Легенда
Существует легенда, будто в ходе операции Рафаэль Эйтан зашёл в кафе аэропорта, заказал себе кофе и расплатился израильскими деньгами.